# Ramon Magre Riera
Ramon Magre Riera   (Cervera, 1899 - segle XX (>1932)), fou un militant de la CNT i el POUM. Fou dirigent de la Unió Gastronòmica, sindicat autònom de cuiners de restaurants.
Va assistir a la Conferència Regional de Catalunya a Barcelona el 6 de juliol de 1930, on va ser elegit per formar part del Comitè de Redacció de Solidaridad Obrera. Va dimitir el setembre de 1931. També fou redactor del setmanari "Acción". Formà part del comitè executiu del Bloc Obrer i Camperol i més tard del Partit Obrer d'Unificació Marxista (POUM). Treballà a la redacció d'Avant i de La Batalla de Lleida. Després dels fets de maig de 1937 a Barcelona, en plena repressió dels estalinistes contra el POUM, va ser empresonat a la presó Model de Barcelona el 23 de juliol de 1937. Després s'integrà al PSUC i fou dirigent de Socors Roig a Barcelona.